# Йенский мост
Йенский мост (фр. Pont d'Iéna) — мост через реку Сена, расположенный на границе VII округа и XVI округа Парижа. Соединяет площадку перед Эйфелевой башней с правым берегом, где расположены сады Трокадеро и дворец Шайо. Длина моста составляет 155 метров, ширина — 35 метров.
Включён в реестр исторических памятников с 1975 года.

## История
Мост был построен в 1808—1814 годах по инициативе императора Наполеона I. Финансирование постройки шло целиком из государственной казны.
Своё название мост получил в честь победы французов над прусской армией в битве при Йене. Генерал Блюхер хотел разрушить мост, когда войска антифранцузской коалиции заняли Париж в 1814 году, но союзники отговорили его от этого шага. Тогда ограничились переименованием моста, а также снятием имперских орлов, которые украшали тимпаны. Вместо них были установлены королевские литеры L.
После революции 1830 года мосту вернули историческое имя. Когда в 1852 году к власти пришёл Наполеон III, то на мост вернули и орлов.
Накануне Всемирной выставки 1937 года мост значительно реконструировали и расширили. Его ширина увеличилась с 19 до 35 метров.

## Архитектура
Въезды на мост украшают скульптуры четырёх воинов — римского, галльского, греческого и арабского, которые держат своих коней под уздцы. Они были установлены в 1853 году. Авторами скульптур выступили: Луи-Жозеф Дома, Огюст Прео, Жан-Жак Фешер и Франсуа Дево.
- Римский воин
- Галльский воин
- Арабский воин
- Греческий воин

## В культуре
На Йенском мосту снимались эпизоды фильма «Вид на убийство» (1985), в которых агент Джеймс Бонд в исполнении Роджера Мура участвует в погоне за злодеем на угнанном такси марки «Рено». Ступени, ведущие с моста на набережную, носят расхожее название «лестница Рено».

## Расположение
| Расположение моста на Сене       | Расположение моста на Сене | Расположение моста на Сене    |
| -------------------------------- | -------------------------- | ----------------------------- |
| Вниз по течению: Мост Бир-Хакейм |                            | Вверх по течению: Мост Дебийи |